# Ecbaso
Nella mitologia greca,  Ecbaso  era il nome di uno dei figli di Argo che fondò una città chiamata con il suo nome diventandone re.

## Il mito
Argo da sua moglie Evadne ebbe diversi figli fra cui Criaso, Peranto e lo stesso Ecbaso. Egli crebbe e sposandosi ebbe un figlio, Agenore (o Arestore); fu nonno del mostro Argo Panoptes, che per ordine di Era tenne a bada Io, colei che Zeus voleva, che in realtà essendo figlia di Inaco a sua volta era una discendente del fratello di Ecbaso, Peranto.

### Fonti
- Igino, Fabula 145

### Traduzione delle fonti
- Igino, Miti, Milano, Adelphi Edizioni, 2000, ISBN 88-459-1575-1. Traduzione di Giulio Guidorizzi